# Union d'Amérique latine de tennis de table
L'Union d'Amérique latine de tennis de table (Union Latinoamericana de Tenis de Mesa) (ULTM) est l'organisme qui gère le tennis de table au niveau de l'Amérique latine dans le cadre de la Fédération internationale de tennis de table (ITTF).
Il regroupe 35 pays.